# 徳田公華
徳田 公華（とくた きみか、1992年1月10日 - ）は、北海道出身の女優。身長158cm。体重42kg。以前はトライストーン・エンタテイメントに所属していた。

## 概要
北海道に住んでいた頃にアクターズスタジオ北海道本部校在籍。東京に上京後、女優を目指すためトライストーン・エンタテイメントに所属した。

## 出演

### 映画
- シュアリー・サムデイ（2010年）

### テレビドラマ
- 鹿男あをによし（2008年） - 女子生徒 役（レギュラー）
- 貧乏男子 ボンビーメン 第2話「ボンビーメンvs買い過ぎ女」（2008年）
- 無理な恋愛 第9話「彼女の父は同じ年」（2008年）
- ヤスコとケンジ（2008年） - 静香 役（レギュラー）
- 左目探偵EYE 第7話「最終章…過去から来たナゾの男」・第8話「衝撃の結末!! さよなら左目探偵」（2010年）
- 妻は、くノ一 第1話「織姫と彦星」（2013年）
- 鬼平外伝 老盗流転（2013年）
- 55歳からのハローライフ 第4話「トラベルヘルパー」（2014年）
- 聖女 第1話「運命の再会」・第7話「この愛の果て」（2014年）
- 世にも奇妙な物語 2014年 秋の特別編 未来ドロボウ（2014年） - カップル 役
- 水曜ミステリー9 北海道警事件ファイル 警部補 五条聖子（2015年） - 大寺留美子 役
  - 第3作「登別室蘭殺人事件」
  - 第4作「小樽・余市・積丹殺人ルート」
- ランチのアッコちゃん 第1話「恐怖のアッコちゃん」（2015年）
- 食の軍師 第8話「バイキングの軍師」（2015年） - 藤野那美 役
- 不便な便利屋 第9話「極道ストーカーvs余命数日の父!? 謎の服役25年」（2015年）

### CM
- 日本コカ・コーラ（2010年）

### 舞台
- V・O・I・C・E（2008年） - 昌代 役
- 赤毛のアン（2008年） - アンの友人 役
- 女は遊べ物語（2010年）
- the CiRCLe（2012年）
- 問題のない私たち（2012年）
- 大奥 第一章（2012年）
- 悲しき天使（2013年）
- 放浪記（2015年）
- 新説 笑う恐竜（2016年）

### PV
- Miwa「春になったら」（2011年）